# Codi executable
El codi executable  correspon a les unitats de programes, on l'ordinador pot realitzar les instruccions compilades mitjançant el compilador i l'enllaçador de llibreries. Generalment es confon amb el codi objecte, ja que en llegir la seva estructura es comprèn com a símbols. Però en realitat, aquest codi es troba empaquetat i llest per ser executat en determinats ordinadors. Generalment venen amb l'extensió EXE o COM, si els han d'executar ordinadors amb sistema operatiu de Windows o amb bits de marca que porta Linux per a ser executable. El benefici que això porta és que en tenir el codi executable, podem saber que la compilació ha estat realitzada correctament i que el programa, si no té errors de gestió, pot funcionar correctament, ja que està lliure d'errors de referència a variables, etiquetes o altres tipus d'error que arribe en el link time.